# Alessia Afi Dipol
Alessia Afi Dipol (Pieve di Cadore, 1º agosto 1995) è un'ex sciatrice alpina italiana naturalizzata togolese, che ha gareggiato anche per l'India.

## Biografia
Italiana, è stata tesserata per la Federazione italiana sport invernali tra il 2009 e il 2010, anno in cui si è affiliata alla Federazione sciistica dell'India, prendendo parte dal 2012 ad alcune gare FIS e ai Campionati italiani 2013.
Dopo l'esclusione della squadra indiana dai XXII Giochi olimpici invernali per alcune irregolarità, tramite i contatti del padre, proprietario di un'azienda di abbigliamento con affari in Togo, Alessia Dipol è riuscita a ottenere la cittadinanza togolese e, dopo aver preso parte ad alcune gare FIS, a qualificarsi per Soči 2014 per questa nazione, della quale è stata portabandiera nella cerimonia di chiusura. In quella sua unica presenza olimpica si è classificata 55ª nello slalom gigante e non ha concluso lo slalom speciale.
Ha disputato una gara in Coppa Europa, il 4 febbraio 2015 a San Candido, e due in Coppa del Mondo, il 6 e il 7 gennaio 2018 a Kranjska Gora, in tutti e tre i casi senza completare lo slalom gigante in programma; si è ritirata durante quella stessa stagione 2017-2018 e la sua ultima gara è stata uno slalom gigante FIS disputato il 15 gennaio a Krvavec. Non ha preso parte a rassegne iridate.